# 散料处理
散料处理（英語：Bulk material handling）是一类新兴行业，涉及制造业中的精细化工、农药矿石、建筑材料、食品工业等。

## 主要涉及的散料物料
颜料、染料、涂料、炭黑、钛白粉（二氧化钛）、氧化铁、陶瓷粉、重钙（重质碳酸钙）、轻钙（沉淀碳酸钙）、膨润土（皂土）、分子筛、高岭土、硅胶粉、活性炭、尿素 、氯化铵、碳酸氢铵、苏打粉、固体农药、钨粉、农药助剂、铜精矿粉、煤粉、磷矿粉、氧化铝粉、水泥、陶土、黄沙、石英沙、粘土粉、硅石、石灰石粉、白云石粉、木屑粉、玻璃纤维、二氧化硅、滑石粉、面粉、淀粉、谷物、奶粉、食品添加剂等

## 散料处理涉及到的工序
散料拆包、卸料、输送、包装、贮存，以及干燥、除湿、除尘、冷却、加热等处理方式。

## 散料处理的设备
- 氣力输送（负压、正压疏相输送、正壓密相輸送）
- 机械输送（管链输送机、螺旋输送机、连续链斗输送机和振动输送机等）
- 批量及连续计量喂料（失重称、体积称、称重料斗）
- 各种包装原料的手动自动卸料（小袋大袋倒包站、倒桶机、翻箱机、集装箱卸料系统）
- 各种散料阀门及附件（旋转阀、换向阀、流化器等）
- 各种振动及混合设备
- 散料存储料斗料罐及料仓
- 各种规格包装系统等。